# Was mij
Was Mij is een nummer uit 2008 van Marco Borsato. Het is de eerste track van zijn album Wit Licht.  Het liedje gaat over de verschrikkingen die zich afspelen in het hoofd van een kindsoldaat. De single en de videoclip moesten gelanceerd worden rond het uitbrengen van de film Wit Licht, die ook over kindsoldaten gaat.

## Achtergrond
'Was Mij' gaat volgens Borsato over het "schoonspoelen van de ziel van een kindsoldaat". Borsato zet zich, als ambassadeur van stichting War Child, in voor het lot van kinderen in oorlogsgebieden. Borsato verklaarde dat zowel het album "Wit licht" als de gelijknamige film Wit Licht niet los te zien waren van die missie. Hij hoopt met het project Wit Licht meer begrip te kweken voor mensen die het minder hebben in oorlogsgebieden.
Op zijn eigen website noemt Borsato het een indrukwekkend nummer. Hij geeft aan het een van de mooiste nummers van de cd te vinden.